# Crónica de San Juan de la Peña

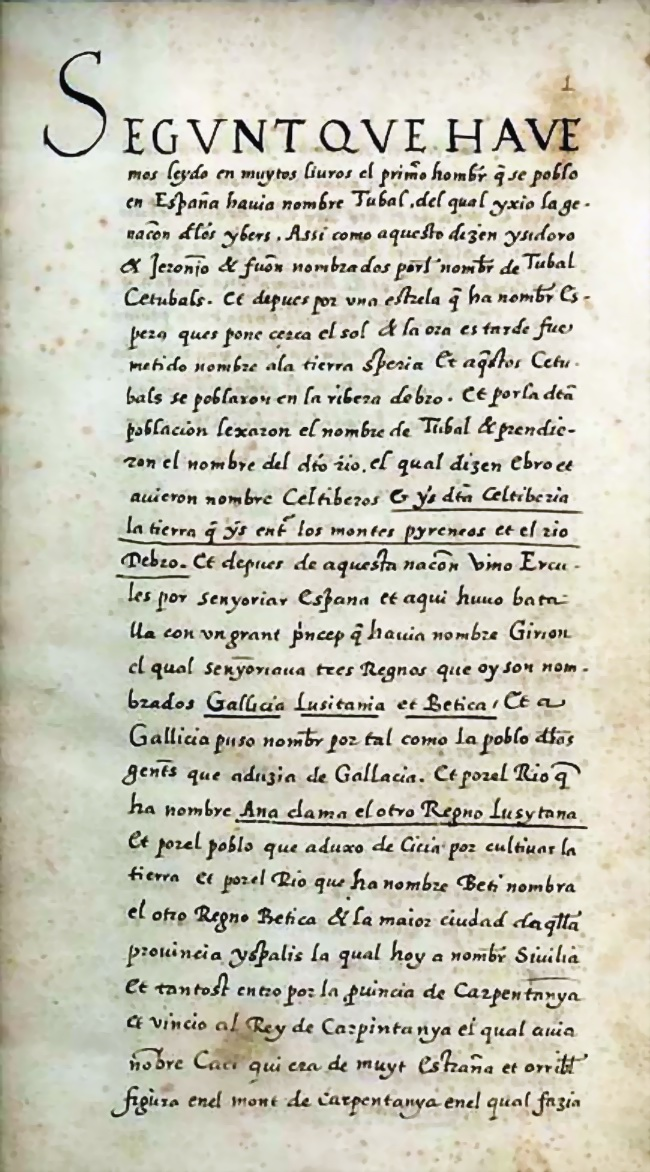
Crónica de San Juan de la Peña (fol. 1r).

La Crónica de San Juan de la Peña, o Crónica pinatense, es una crónica medieval escrita a iniciativa del rey Pedro IV de Aragón, tanto en latín como en aragonés y en catalán, que abarca la historia de la Corona de Aragón desde sus orígenes condales, etapa reinal y posterior como Corona hasta la muerte de Alfonso IV (1336). Su primera redacción fue escrita en latín, hacia 1342, por el secretario regio Tomás de Canellas, ampliando unos anteriores anales pinatenses de los reyes aragoneses y navarros.De inmediato, se tradujo al aragonés y al catalán. Posiblemente la intención del monarca aragonés fuera que sirviese «de preámbulo a la crónica de su reinado.»

## Contenido y estructura
La Crónica de San Juan de la Peña es una historia generalista desde el punto de vista de los reinos y condados de la Corona de Aragón y muestra un enfoque similar al de las obras de la historiografía medieval hispano-latina o alfonsí. Por ello la obra comienza con el mítico primer poblamiento de la península ibérica a cargo de Túbal, que se consideraba el origen de la estirpe de los iberos. A continuación pasa a considerar la historia de los reyes godos y la pérdida de su reino en tiempos del rey Rodrigo con la conquista sarracena. Esta primera parte ocupa los capítulos I-IV y está tomada, según declara la propia Crónica pinatense, de crónicas más extensas de Castilla: «segunt que las coronicas dizen mas largament, las de Castiella», que serían, además de las alfonsíes, De rebus Hispaniae, de Rodrigo Ximénez de Rada y el Chronicon mundi, de Lucas de Tuy.
El capítulo V se dedica a historiar la fundación del Monasterio de San Juan de la Peña, y proporciona datos muy importantes para la historia de los orígenes del monasterio y del reino de Aragón. A partir de aquí el texto sigue unos perdidos Anales de San Juan de la Peña del siglo XII d. C. (Lasheras, 2003, págs. 101 y 103) que recoge la genealogía de los condes de Aragón, primeros reyes de Navarra y la separación de los dos reinos con el primer rey de Aragón, Ramiro I, todo ello entre los capítulos V y XVI.
De aquí al capítulo XXI nos cuenta la historia de los reyes Pedro I y Alfonso I el Batallador con las tomas respectivas de Huesca y Zaragoza, hasta el testamento de este último en que legaba el Reino a las órdenes militares.
De los capítulos XXII al XXXII, y siguiendo la Gesta Comitum Barchinonensium, se dedica a la casa condal hasta el enlace entre Ramón Berenguer IV y Petronila.
Por último, los capítulos XXXIII a XXXIX relatan los hechos de la Corona de Aragón desde Alfonso II hasta la muerte de Alfonso IV en 1336, suceso con el que finaliza la Crónica.

## Versiones
El texto se nos ha transmitido en varios manuscritos. 

### Biblioteca del monasterio de El Escorial
Dos de ellos se encuentran en la Biblioteca de El Escorial: el primero (con la signatura RBME L-II-13), escrito en letra aragonesa y ocupando 63 folios, es de fines del siglo XIV; el segundo, con escritura de finales del siglo XV o principios del XVI, fechado hacia 1470 (signatura RBME N-I-13), incorpora un traslado «de la Crónica Pinatense realizado siete años después de haber mandado Pedro IV hacer la traducción aragonesa de dicha Crónica, es decir en 1372»; este manuscrito posee varias adiciones, «casi toda de Martín de Larraya», como por ejemplo un tratado latino titulado Genealogiae regum Navarrae.

### Biblioteca Nacional de España
Otros dos se encuentra en la Biblioteca Nacional de España, uno escrito en latín (con la signatura ms. 2078 y datado en el siglo XVI) y otro en aragonés (ms. 1297).

### Ediciones
Existen tres versiones de la Crónica pinatense. 
1. La primera está escrita en latín y es anterior a 1359. Fue escrita a partir de una crónica anterior a la que Tomás de Canellas, un secretario del rey Pedro IV el Ceremonioso, añadió la historia posterior a la unión de Aragón y Cataluña. La obra se constituye como la crónica oficial de la dinastía real.
2. De la versión en latín deriva una en aragonés que se pudo escribir unos siete años después.[8]
3. Igualmente se redactó otra en catalán, entre 1369 y 1372.

La versión aragonesa fue publicada en 1876 por Tomás Ximénez Embún en una edición crítica bilingüe que ofrece el texto latino y una traducción castellana del siglo XVI con aragonesismos. En 1961 Antonio Ubieto Arteta editó críticamente la versión latina y Amadeu J. Soberanas la catalana. Carmen Orcástegui publica en 1986 una nueva edición crítica del texto en aragonés.
Tiene gran importancia el hecho de que recoge prosificaciones de cantares de gesta, entre los que destaca el Cantar de la Campana de Huesca (véase el texto reconstruido). Interesa además como fuente documental para datos relacionados con el monasterio de San Juan de la Peña.